# The Plague That Makes Your Booty Move... It's The Infectious Grooves
Albums de Infectious Grooves
Sarsippius' Ark
(1993)
Singles
1. Punk It Up
Sortie : 1991

The Plague That Makes Your Booty Move... It's Infectious Groove est le premier album du projet parallèle de Mike Muir et Robert Trujillo (Suicidal Tendencies).
Il est sorti le 9 octobre 1991 sur le label Epic Records et a été produit par Mark Dobson, qui produisait déjà Suicidal Tendencies, Mick Muir et Robert Trujillo. Il sera classé à la 6e place au Billboard Top Heatseekers et à la 198e du Billboard 200.
Ozzy Osbourne viendra participer au titre Therapy et apparait sur la vidéo du titre.

## Liste des titres
- Les titres sont signés par Mike Muir et Robert Trujillo, sauf indications.
- Les titres signés Mike Muir / Sarsippius sont de courts sketches qui lient les titres entre eux.

1. Punk It Up - 3:51
2. Therapy - 3:25
3. I Look Funny ? (Muir / Sarsippius) - 0:26
4. Stop Funk'n With My Head (Dave Dunn / Muir / Trujillo) - 3:23
5. I'm Gonna Be My King (Dunn / Muir / Trujillo) - 5:23
6. Closed Session (Muir / Sarsippius) - 1:19
7. Infectious Grooves (Dunn / Muir / Trujillo) - 4:13
8. Infectious Blues - 0:43
9. Monster Skank - 3:42
10. Back To the People (Infectious Grooves) - 2:46
11. Turn Your Head (Muir / Sarsippius) - 1:19
12. You Lie... And Yo Breath Stank - 2:55
13. Do the Sinister - 4:15
14. Mandatory Love Song (Muir) - 0:09
15. Infecto Groovalistic - 5:05
16. Thanx But No Thanx (Muir / Sarsippius) - 1:54

## Musiciens du groupe
- Mike Muir: chant, guitare sur Punk It Up.
- Robert Trujillo: basse, guitare slide sur Infectious Blues,  chœurs
- Dean Pleasants: guitare (son clair), guitare solo, chœurs.
- Adam Siegel: guitare (son saturé), guitare solo.
- Dave Dunn: claviers.
- Scott Crago: batterie, percussions, congas, chœurs.
- Stephen Perkins: percussions, batterie sur Punk It Up & Infectious Grooves, chœurs.

## Musiciens additionnels
- Ozzy Osbourne: chant sur Therapy.
- Christian Gaiters: guitare (son clair) sur Stop Funk'n With My Head & Infectious Grooves.
- Dave Kushner: guitare solo, chœurs.
- Phil Kettner: guitare solo sur Infectious Grooves.
- Rocky George: guitare solo.